# Grzegorz Kwiecień
Grzegorz Kwiecień (ur. 5 września 1986 w Rzeszowie) – polski aktor telewizyjny, filmowy i dubbingowy.
W 2009 ukończył warszawską Akademię Teatralną. Od tego czasu jest aktorem Teatru Narodowego. W 2009 otrzymał wyróżnienie Ministra Kultury i Dziedzictwa Narodowego na 27. Festiwalu Szkół Teatralnych w Łodzi. Występował jako Juliusz Lipiński w serialu TVP2 Barwy szczęścia (2013–2014).

## Filmografia

### Filmy
- 2015: Moje córki krowy jako asystent ojca
- 2010: Maraton tańca jako Mietek
- 2009: Enen jako Robert
- 2009: Wyłączność jako Pismak
- 2008: Bal przebierańców jako książę
- 2007: Między nami jako chłopak
- 2007: Katyń

### Seriale
- 2018: Na Wspólnej jako Kazik Pogorzelski i kierowca ciężarówki (2 role)
- 2015: Ranczo jako dziennikarz (odc. 107)
- 2013–2014: Barwy szczęścia jako Juliusz Lipiński
- 2013: Głęboka woda jako doktor Łukasz Wolski (odc. 20)
- 2011: Układ warszawski jako mundurowy (odc. 7)
- 2011: Czas honoru (odc. 43 i 45)
- 2011: Hip-Hip i Hurra jako Hip-Hip
- 2010: Ratownicy jako policjant w komendzie
- 2009: Ojciec Mateusz jako pracownik „Pol-Freszu”
- 2009: Doręczyciel jako Boogie
- 2008: Teraz albo nigdy! jako dziennikarz
- 2007: Mamuśki jako kelner
- 2007: Niania jako reporter
- 2006: Bulionerzy jako Gapowicz
- 2006–: Klan jako kolega Olki Lubicz ze studiów w Wyższej Szkole Humanistyki Stosowanej

## Dubbing
- 2021: Cruella – Gerald
- 2021: WandaVision – Vision
- 2019: Togo – Gunnar Kaasen
- 2018: Han Solo: Gwiezdne wojny – historie – Dryden Vos
- 2018: Avengers: Wojna bez granic – Vision
- 2018: Zagroda według Otisa – Otis
- 2016: Supa Strikas: Piłkarskie rozgrywki –
  - Benedict B. Bradley (odc 61),
  - Rob Robson,
  - Jacques Costeau (odc 50),
  - Profesor (odc 40),
  - Kelner (odc 63),
  - Mangler (odc 41)
- 2017: Liga Sprawiedliwości – Clark Kent / Superman
- 2016: Overwatch – Genji
- 2016: Batman v Superman: Świt sprawiedliwości – Clark Kent / Superman
- 2015: Alicja – dziewczyna Wszechświat – Lasló (oryg. Doulbi)
- 2015: Minionki – Minionek Bob
- 2015: Wiedźmin 3: Dziki Gon – Hjalmar an Craite
- 2015: Avengers: Czas Ultrona – J.A.R.V.I.S./Vision
- 2015: Żółwik Sammy i spółka –
  - Por,
  - płaszczka-strażnik,
  - Wielki Krab
- 2014: Syn Boży –
  - Józef,
  - Łazarz
- 2014: Rodzinka nie z tej Ziemi – Skurcz
- 2014: Pac-Man i upiorne przygody – Clyde
- 2014: Jej Wysokość Zosia: Pałac na wodzie – Król Roland II
- 2014: Tajemnicze Złote Miasta – Mendoza
- 2013: Kraina lodu – Hans książę Nasturii (dialogi)
- 2013: Power Rangers Megaforce – Robo Rycerz
- 2013: Odlotowe agentki – Duke (odc. 136, 141, 149)
- 2013: Denny obóz – Różyczka
- 2013: Samoloty – Bravo
- 2013: Percy Jackson: Morze potworów – Tyson
- 2013: Smerfy 2 – Osiłek
- 2013: Jeździec znikąd – Josh Reid/Jeździec
- 2013: Jeźdźcy smoków – Johann Kupczy, Bestial
- 2013: Minionki rozrabiają
- 2013: South Park –
  - Żabi Książę,
  - Jimmy Vulmer,
  - Leonardo DiCaprio (odc. 205),
  - Jun’ichi Takayama (odc. 210, 215),
  - Adam Sandler (odc. 211, 217),
  - Azjatycka dama (odc. 225)
- 2013: Jej Wysokość Zosia – Król Roland II
- 2013: Iron Man 3 – J.A.R.V.I.S.
- 2013: Jej Wysokość Zosia: Była sobie księżniczka – Król Roland II
- 2013: Max Steel – Jefferson
- 2013: Randy Cunningham: Nastoletni ninja – Bashford „Bash” Johnson
- 2013: Strażnicy marzeń
- 2013: Taz-Mania –
  - Tata Franciszka,
  - Buddy,
  - Wujek Drew,
  - Pan Koala,
  - Guziec #1 (odc. 5),
  - Wilk Tasmański #1 (odc. 7),
  - Kwiat (odc. 8b),
  - Mistrz Kung-Fu (odc. 10b),
  - narrator (odc. 13a),
  - Heniek (odc. 15a),
  - Beef Taringhton (odc. 23a),
  - Minotaur (odc. 27),
  - Porucznik (odc. 32a),
  - Spiker (odc. 33b),
  - Owczarek Sam (odc. 41a),
  - Marsjanin Marvin (odc. 42a),
  - Thor (odc. 44a),
  - Rex (odc. 44b)
- 2013: Sylwester i Tweety na tropie –
  - Duffy (odc. 1),
  - Portier (odc. 2),
  - Matador (odc. 3),
  - Mugsy (odc. 4),
  - Futbolista (odc. 5),
  - Więzień Alcatraz (odc. 11),
  - Antypatyczny śniegun (odc. 15b),
  - Kot Doll (odc. 16a),
  - Hefajstos (odc. 19a),
  - Żaba Michigan (odc. 20b, 21a),
  - Ravi Hangar (odc. 22a),
  - Pies Charlie (odc. 26a),
  - Trykogrys (odc. 27a),
  - Liczygrosz (odc. 30b),
  - Hokeista (odc. 31a),
  - Nerd (odc. 31b),
  - Marynarz (odc. 32b),
  - Pracownicy fabryk (odc. 33a),
  - Johnny (odc. 49a),
  - Marsjanin Marvin (odc. 50b),
  - Technik-montażysta (odc. 51b),
- 2013: Crash i Bernstein –
  - spiker telewizyjny (odc. 3),
  - Petey (odc. 6),
  - dr Eric (odc. 17),
  - złodziej psów (odc. 19),
  - Chip (odc. 22),
  - DeSean Jackson (odc. 23),
  - spiker na zawodach Monster Trucka (odc. 26)
- 2012: Asterix i Obelix: W służbie Jej Królewskiej Mości – Mentafix
- 2012: Ben 10: Omniverse –
  - Polarny,
  - Bloxx,
  - Energ,
  - Shockaquatch,
  - Gravattack,
  - jeden z Galwanian (odc. 4),
  - ojciec Madison (odc. 9),
  - jeden z piratów (odc. 10),
  - Ładniutki Wredziak (odc. 32),
  - Mistrz Broni z Techadona o (odc. 37),
  - Albedo – Gravattack (odc. 39),
  - Albedo – Ostateczny Gravattack (odc. 39)
- 2012: Uprising44: The Silent Shadows – Jan
- 2012: Kopciuszek. Inna historia – Książę
- 2012: Szczury laboratoryjne – Donald Davenport
- 2012: Bunt FM – DJ
- 2012: Mega Spider-Man – Flash Thompson
- 2012: Przygoda w Paryżu – Raoul
- 2012: Diablo III
- 2012: ThunderCats – Tygra
- 2012: Avengers – J.A.R.V.I.S.
- 2012: Piraci, którzy nic nie robią
- 2012: Austin i Ally – Emilio
- 2012: Nie-przyjaciele – Jean Frank
- 2012: Tess kontra chłopaki – Bobby Parelli
- 2012: Mega przygody Bucketa i Skinnera – Portos
- 2012: Tempo Express
- 2012: Iron Man: Armored Adventures – Rhodey/War Machine
- 2012: Level Up – Max
- 2012: Barbie i podwodna tajemnica 2 – Komentator
- 2012: Ben 10: Zniszczyć wszystkich kosmitów – Mściciel
- 2012: Piraci! – Porucznik
- 2012: Królewna Śnieżka – Książę
- 2012: Lorax
- 2012: Risen 2: Mroczne wody
- od 2012: Ninjago: Mistrzowie spinjitzu – Kai
- 2012: Nowe przygody Lucky Luke’a – Lucky Luke (druga wersja dubbingu)
- 2011: The Looney Tunes Show – Telefon/Komputer/Marvin
- 2011: Wiedźmin 2: Zabójcy królów – Adalbert
- 2011: Pokémon: Czerń i Biel – Freddy O’Martian
- 2011: Mój przyjaciel Fungus – George White
- 2011: Muppety
- 2011: Ale cyrk! – Żaba
- 2011: Mr. Young – Dang
- 2011: Z kopyta – Lonnie
- 2011: Miasto kur – lektor
- 2011: Nadzdolni – Darryl Parks
- 2011: Jessie – Pracownik studia
- 2011: Nie ma to jak bliźniaki: Film
- 2011: Wielkie zawody w Przystani Elfów
- 2011: Transformers: Prime – Wheeljack
- 2011: Powodzenia, Charlie: Szerokiej drogi
- 2011: Lucky Luke: Daisy Town – Lucky Luke
- 2011: Lucky Luke. Ballada o Daltonach – Lucky Luke
- 2011: Mali agenci 4D: Wyścig z czasem – News Anchor
- 2011: Winx Club: Magiczna przygoda
- 2011: Lękosław Wiewiórka
- 2011: Gawayn – lektor
- 2011: Dolina Koni –
  - Samberst (odc. 28),
  - Nick (odc. 29),
  - River (odc. 31)
- 2011: Giganci ze stali
- 2011: Z innej beczki
- 2011: Klub Winx – Valtor
- 2011: Tytan Symbionik – Solomon
- 2011: Moja niania jest wampirem – Doug Falconhawk
- 2011: Super ninja –
  - Szach Mat (odc. 3),
  - Optic (odc. 6),
  - LeShawn (odc. 9)
- 2011: Gormiti –
  - Moczarion (odc. 37),
  - Gorgus (odc. 45)
- 2011: My Little Pony: Przyjaźń to magia –
  - Horte Cuisine (Kelner) (odc. 3),
  - Big McIntosh (odc. 4, 11, 13),
  - Snails (odc. 6, 18),
  - Ace (odc. 12)
- 2011: Power Rangers Samurai – Kevin
- 2011: G.I. Joe: Renegaci – Mindbender
- 2011: Śmieszaczki – prezenter radiowy
- 2011: Turbo Dudley – psi agent – Dudek
- 2011: Tajemnice domu Anubisa – Jason Winkler
- 2011: Smerfy
- 2011: Leci królik – Burmistrz
- 2011: Weź Tubę na próbę – Marshall
- 2011: Kubuś i przyjaciele – Bendezar
- 2011: Koszmarny Karolek – Wil von Wilko
- 2011: Tara Duncan – Fabris
- 2011: Magiczny duet – David Barnes
- 2011: Barbie i sekret wróżek – Zane
- 2011: Pokémon: Zoroark, mistrz iluzji – Karl
- 2011: Gwiezdne wojny: część VI – Powrót Jedi
- 2011: Gwiezdne wojny: część V – Imperium kontratakuje
- 2011: Scooby Doo i Brygada Detektywów –
  - Bud Piegus (odc. 4),
  - Rendy (odc. 6),
  - Gus Box (odc. 7),
  - Pirat #2 (odc. 8),
  - Rick Yantz (odc. 13),
  - Rekinek (odc. 14),
  - Brad Chiles (odc. 25-26)
- 2011: Connor Heath: Szpieg stażysta –
  - Kurier (odc. 28, 36),
  - członek Służb Bezpieczeństwa Cordoby (odc. 33)
- 2011: Pokémon: Gwiazdy Ligi Sinnoh
- 2011: Cziłała z Beverly Hills 2
- 2011: Lemoniada Gada
- 2011: Dziewczyny Cheetah 2
- 2010: Mike i Molly jako Mike Biggs
- 2010: iCarly – Steven Carson
- 2010: Smerfy – Malarz
- 2010: Kudłaty zaprzęg
- 2010: Dwanaście okrążeń – Jimmy
- 2010: Szesnaście życzeń – Logan
- 2010: Przyjaciel świętego Mikołaja
- 2010: Garfield ucieka z komiksu – Eric
- 2010: Victoria znaczy zwycięstwo – Chris
- 2010: Hot Wheels: Battle Force 5 – Sherman
- 2010: Pokémon: Arceus i Klejnot Życia – Kevin
- 2010: Batman: Odważni i bezwzględni – Złoty
- 2010: Rajdek – mała wyścigówka – TinTop
- 2010: Liga Złośliwców – Bazyl (odc. 5a)
- 2010: Zeke i Luther – Tikki Delgado
- 2010: True Jackson – Justin
- 2010: Ja w kapeli
- 2010: Jake i Blake –
  - Jake,
  - Blake
- 2010: Kapitan Biceps –
  - Skunks (odc. 23),
  - Pan Papier (odc. 26)
- 2010: Fanboy i Chum Chum –
  - Oz,
  - Człowiek Arktyka (odc. 9, 11, 20)
- 2010: Avengers: Potęga i moc –
  - J.A.R.V.I.S.,
  - Loki (odc. 2)
- 2009: Scooby-Doo: Strachy i patałachy
- 2009: Batman – D.A.V.E. (odc. 39)
- 2009: Odjazdowe zoo
- 2009: Ben 10: Alien Swarm – Genaro
- 2009: Księżniczka z krainy słoni – Marcus